# Povórino
Povórino - Поворино (rus) - és una ciutat de l'óblast de Vorónej, a Rússia.

## Història
Povórino es desenvolupà a partir d'una ciutat de tren construïda el 1870. Accedí a l'estatus de vila urbana el 1938 i al de ciutat el 1954.